# Grand-Bassam
Grand-Bassam é uma cidade na Costa do Marfim, a leste de Abidjan. Foi capital da colônia francesa de 1893 a 1896, quando a administração foi transferida para Bingerville após um surto de febre amarela. A cidade permaneceu um porto-chave até o crescimento de Abidjan na década de 1930.
Grand-Bassam é a cidade-chefe do Departamento de Grande-Bassam. A cidade tem a aura de uma cidade fantasma, já que vários bairros foram abandonados por muitas décadas. Em 1896 a capital francesa foi para Bingerville e a navegação comercial gradualmente declinou até virtualmente cessar na década de 1930.Em 1960, com a independência, todos os edifícios administrativos foram transferidos para Abidjan, e por muitos anos Grand-Bassam era somente habitada por posseiros. No começo da década de 1970 a cidade começou a reviver como destinação turística e centro de artesanato.
A cidade é dividida pelo Lago Ébrié em duas metades: Bassam Antiga que é o antigo assentamento francês, de frente para o Golfo da Guiné. É lar de grandes construções coloniais, algumas delas restauradas. O bairro também é lar de uma catedral e um museu. Bassam Nova unida à Bassam Antiga por uma ponte, fica na parte interna, porção norte do lago. Cresceu graças aos trabalhadores da região e hoje é um grande centro comercial.
A cidade é sede da Diocese Católica Romana de Grand-Bassam. A catedral da diocese é a Catedral Sacré Cœur em Grand-Bassam.

## UNESCO
A UNESCO inscreveu Grand-Bassam como Patrimônio Mundial por "ser um exemplo de cidade colonial do final do Século XIX e início do XX planejada com bairros especializados em comércio, administração e residência tanto para europeus quanto para africanos. A cidade testemunha as relações sociais complexas entre europeus e africanos, e o subsequente movimento de independência"

## Sítio Ramsar
A zona em torno da cidade é classificada como sítio Ramsar.